# Egry József műveinek listája
Az alábbi nem teljes lista Egry József műveit sorolja fel.
| Kép | Festmény címe   | készítés éve | technika             | méret          | tulajdonos                       |
| --- | --------------- | ------------ | -------------------- | -------------- | -------------------------------- |
|     | Ablaknál        | 1919         | olaj, karton         | 54 × 56 cm     | Magyar Nemzeti Galéria, Budapest |
|     | Tátra           | 1929         | lemezpapír, pasztell | 58 × 62 cm     | Magyar Nemzeti Galéria, Budapest |
|     | Önarckép        |              | olaj, papírlemez     | 50,5 x 39,5 cm | magántulajdon                    |
|     | Hableány kikötő | 1935 közül   | olajpasztell, papír  | 70 x 100 cm    | magántulajdon                    |
|     | Esti kikötő     | 1936 körül   | olajpasztell, papír  | 69,5 x 90 cm   | magántulajdon                    |
|     | Badacsony       |              | olaj, vászon         | 55,3 x 75 cm   |                                  |